# Cogollo del Cengio
Cogollo del Cengio (velenceiül Cogoło del Senzo) település Olaszországban, Veneto régióban, Vicenza megyében. Lakosainak száma 3115 fő (2023. január 1.). Cogollo del Cengio Caltrano, Piovene Rocchette, Roana, Velo d'Astico, Valdastico és Arsiero községekkel határos.

## Népesség
A település népességének változása:
| Lakosok száma | 3231 | 3255 | 3115 |
|               | 2017 | 2018 | 2023 |